# Otočić Gustac (ö i Kroatien, lat 43,75, long 15,38)
Otočić Gustac är en ö i Kroatien.   Den ligger i länet Šibenik-Knins län, i den södra delen av landet, 230 km söder om huvudstaden Zagreb. Arean är 0,34 kvadratkilometer. Den sträcker sig 0,9 kilometer i nord-sydlig riktning, och 0,6 kilometer i öst-västlig riktning.